# Herbert Stanonik

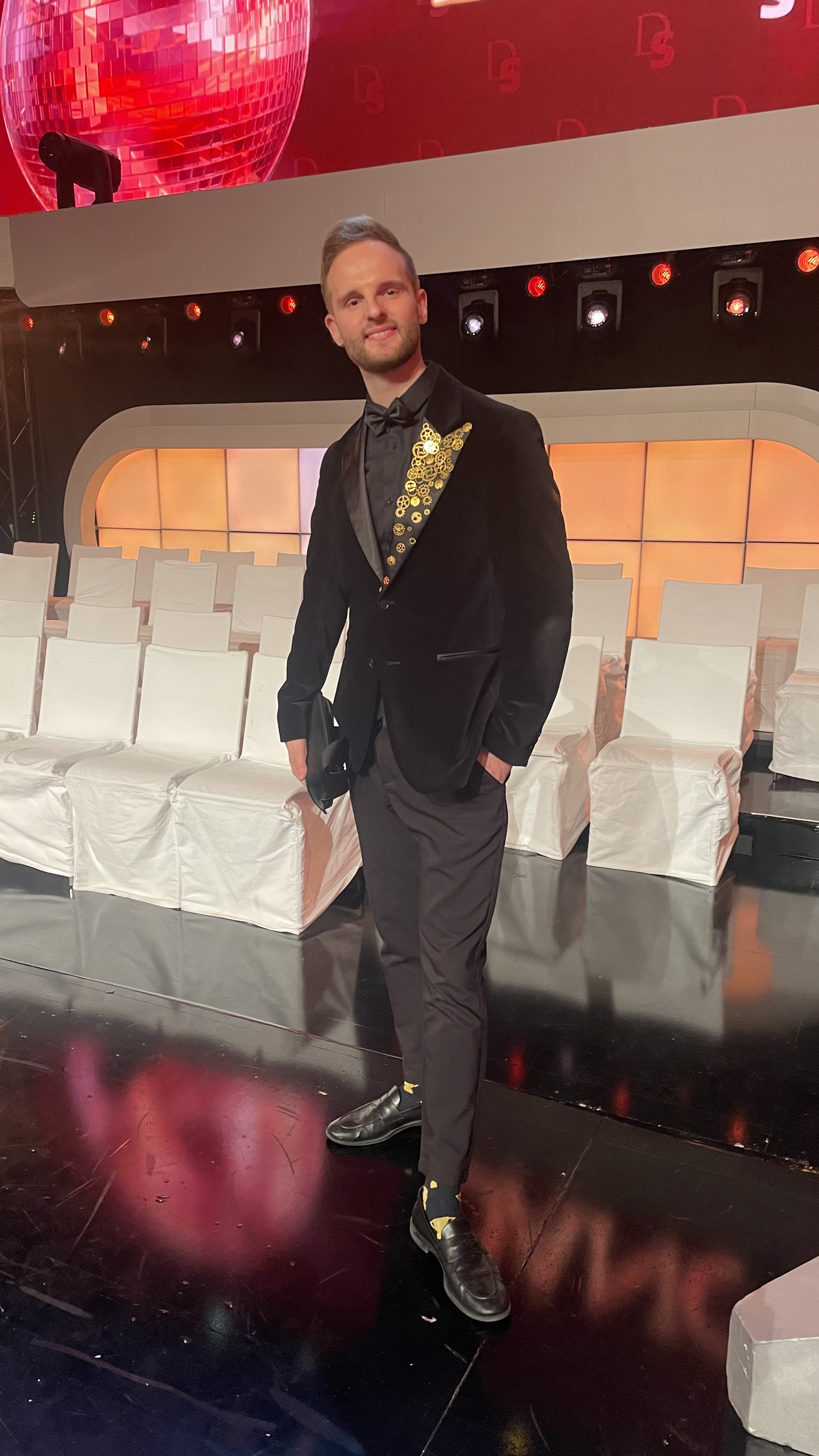
Herbert Stanonik (2022)

Herbert „Herby“ Stanonik (* 4. Juni 1993 in St. Johann in Tirol) ist ein Profi-Tänzer und Choreograf aus Österreich. Er war 2019 gemeinsam mit Alina Soboleva Finalist der Weltmeisterschaft im Showdance im Moskauer Kreml. 2017 war er, ebenfalls mit seiner langjährigen Tanzpartnerin Alina Soboleva, Österreichischer Vizestaatsmeister über 10 Tänze, sowie 2018 und 2019 Vizestaatsmeister im Showdance. 2021 beendeten die beiden ihre aktive gemeinsame Tanzkarriere. Stanonik ist staatlich geprüfter Instruktor für Tanzsport sowie Wertungsrichter des ÖTSV. 2023 tanzte Stanonik mit Michael Buchinger in der ORF-Show Dancing Stars. Als Choreograf gestaltete er mehrere Musik-Videos, darunter „Sing“ von Lizz Görgl und die Songs „Beautiful End“ und „Demons“ der Sängerin Maddy Rose. In diesen Videos ist er auch als Tänzer zu sehen.

## Leben
Herbert Stanonik tanzte im Jahr 2008 sein erstes Schüler-Breitensportturnier. Nach eigener Aussage motivierte ihn die erste Staffel Dancing-Stars dazu, das Tanzen als Sport auszuüben. Von 2011 bis 2014 studierte Stanonik an der PH Salzburg Volksschulpädagogik. Wegen der Tanzkarriere übersiedelte er 2015 nach Wien. Von Sommer 2016 bis Sommer 2021 war Stanonik Mitglied des Österreichischen Nationalteams. In Wien übt er auch seinen Beruf des Volksschullehrers aus.

## Dancing Stars
Herby Stanonik war das erste Mal 2020 als Tanzprofi bei der ORF-Liveshow Dancing Stars dabei. Er tanzte beim Opening der Profis mit und unterstützte den Finaltanz von Cesár Sampson und Conny Kreuter und den Finaltanz von Michaela Kirchgasser und Vadim Garbuzov. In der fünfzehnten Staffel tanzte er als Profitänzer mit Michael Buchinger, aus der er in der vierten Sendung ausschied.
Von März bis Mai 2025 nahm er an der Seite von Anna Strigl  an der ORF-Tanzshow Dancing Stars teil und schied im Halbfinale aus.

## Kabarett
Stanonik stand das erste Mal im September 2023 auf der Kabarettbühne. Als Herr Lehrer Herbert schilderte er Erlebnisse und Erfahrungen aus seiner Zeit als Volksschullehrer, die im Kern auf wahren Begebenheiten beruhen.

## Größte tänzerische Erfolge
- 2016–2019 Vielfacher Finalist von Österreichischen Staatsmeisterschaften
- 2016–2021 Mitglied des Österreichischen Nationalteams
- 2017 und 2018 Österreichischer Vizemeister im Kürtanz
- 2017 Österreichischer Vizestaatsmeister 10 Tänze
- 2019 Finalist der Weltmeisterschaft Showdance
- 2020–2022 Coach der Österreichischen Meister im Standard-Formationstanz
- Finalist von internationalen Turnieren (z. B. 2. Platz beim Grand Prix Tyrnavia 2019)